# Гергини
Герги́ни (болг. Гергини) — село в Габровській області Болгарії. Входить до складу общини Габрово.

## Населення
За даними перепису населення 2011 року у селі проживали 137 осіб.
Національний склад населення села:
| Національність   | Кількість осіб | Відсоток |
| ---------------- | -------------- | -------- |
| болгари          | 133            | 97,8%    |
| турки            | 0              | 0%       |
| цигани           | 0              | 0%       |
| інша             | 3              | 2,2%     |
| не визначились   | 0              | 0%       |
| Всього відповіли | 136            |          |

Розподіл населення за віком у 2011 році:
Динаміка населення: